# Орхан Гази
Орха́н Гази́ (осман. أورخان غازي‎ / Orhân Gâzî, тур. Orhan Gazi; ?—1362) — второй правитель Османского бейлика (1324—1362), сын Османа I и отец Мурада I. В ряде источников Орхана называют султаном, однако нет ясности, когда османские правители стали сами использовать этот титул. При Орхане были созданы многие условия для превращения небольшого Османского бейлика в сильную державу. Орханом были завоеваны Бурса, куда он сразу перенёс столицу бейлика, Никея и Никомедия, осаждавшиеся ещё при Османе. Влияние османов в Анатолии в это время значительно усилилось. При Орхане были осуществлены первые османские завоевания в Европе, он завоевал Анкару, построил первый османский флот, чеканил свою монету. Орхану же, по легенде, приписывалось и создание пехоты из обращённых пленников-янычар, хотя современные историки приписывают создание корпуса янычар Мураду I. Орхан первым из османских правителей стал брать в жёны дочерей европейских правителей.

##### Титул
Историки называют Османа и Орхана султанами, хотя те, в основном, называли себя лишь беями или эмирами. Ибн Баттута называет султаном и Османа, и Орхана, но султаном с X века могли называть любого светского правителя.
Есть разногласия относительно того, кто первым из османских правителей стал использовать титул «султан». Первым назвал себя султаном Орхан, в надписи в Бурсе, датируемой 1337/8 годом, хотя по мнению других — лишь сын Орхана, Мурад I в надписи 1383 года назван султаном. На некоторых османских монетах, отчеканенных при Орхане, можно прочитать «ас-султан аль-а’зам» (великий султан), однако использование титула «султан» при Орхане не было установившимся.

## Биография

### Происхождение и ранние годы
Дед Орхана, Эртогрул — вождь Огузского племени Кайи, был первым из их семьи, кто обосновался в Анатолии и правил небольшим уджем с центром в Сёгюте. Отец Орхана, Осман Гази, будучи правителем Сёгютского бейлика, расширил владения за счёт византийских земель. При Османе возглавляемое им племя Кайи перешло к оседлой жизни. Появились мечети (в основном бывшие православные храмы), были введены первые налоги, отчеканены первые монеты. Считается, что Осман объявил о независимости своего бейлика от сельджукского Румского султаната в 1299/1300 году. Осман первым стал использовать лозунг священной войны под названием газават как цель государства. Это позволило называть священными войны, затеваемые ради захвата добычи или расширения территории.
Жизнь Орхана, как и жизни его отца и деда, во многом легендарна. Существует традиция, берущая своё начало с XV века при Мехмеде II, когда, став султаном в Константинополе, Фатих озаботился благородной родословной. Тогда и были записаны мифы о происхождении династии, которые существуют до сих пор.
Точное время появления Орхана на свет, как и место его рождения, неизвестны. Согласно османской историографии Орхан в 1299 году женился на дочери текфура Ярхисара и был «решительным воином», поэтому можно предположить, что в то время ему было около 18 лет. Ранее, в соответствии с легендой, считалось, что мать Орхана Гази была дочерью Шейха Эдебали. Обнаруженный вакуф Орхана от 1324 года называет его мать так: «Мал-хатун, дочь Омер-бея». Существуют различные предположения о том, кем был этот «Омер-бей». Возможно, он был правителем небольшого княжества Амури, упомянутого Пахимером. Сначала бейлик управлялся традиционным для кочевников способом, когда в управлении участвовали все члены семьи. Один из них, избираемый советом, признавался верховным правителем, другие члены семьи практически сами управляли различными областями. Османские источники сообщают, что по распоряжению Османа Орхан управлял Караджахисаром, ему помогал Гюндуз Альп, брат Османа.
Считается, что первые битвы, в которых участвовал Орхан — это Бафейская битва (1302), нападение на Никею (1302), битва при Димбосе (1303). В битве при Лефке (1304) он не участвовал. Существовала угроза нападения бейлика Гермияногуллары на Эскишехир, и поэтому Орхан остался в Караджахисаре. Первую самостоятельную военную кампанию Орхан провёл в 1305 году.

### Брат Алаэддин
Принято считать, что Орхан был младшим из сыновей Османа I. Вопреки распространённому мнению, он не был наследником Османа, но был одним из нескольких возможных наследников — структура племенного устройства предусматривала передачу власти голосованием старейшин (знати) племени любому родственнику мужского пола бывшего вождя. Такую процедуру проходил и отец Орхана — Осман. Согласно легендам, у Османа был старший сын, Алаэддин, который не получил большинства голосов на совете племени, в отличие от Орхана, которого предпочли старшему брату. Алаэддин не затаил обид и оставался верным помощником своего брата. Бытует даже легенда, что он сам отказался от предложения Орхана разделить государство после смерти отца, но принял его предложение стать первым великим визирем. Вместе с тем, согласно турецкому историку Халилу Иналджику, если у Османа и был сын Алаэддин, то он был младшим из сыновей. По тюркско-монгольским традициям кочевников младший сын оставался с родителями, а воевали старшие сыновья. В хронике Якши Факиха в пересказе Ашикпашазаде написано: «Родился у Османа сын Алаэддин и оставил он его при себе». А Орхан, как сообщают хроники, участвовал в военных кампаниях отца — и под его началом, и самостоятельно. В последнее время появилась точка зрения, по которой все события и все люди, упоминающиеся в нарративных источниках о начальных веках становления империи, исключительно легендарны. Согласно этой версии Алаэддин и Кёсе Михаль — вымышленные персонажи. Согласно М. Мейеру, первым визирем Османского бейлика был другой человек — Ходжи Камалладиноглу Алаеддин-паша, не являвшийся сыном бея Османа.

### Бурса, Никея, Никомедия
Ещё во время правления своего отца Османа I Орхан играл заметную роль в жизни османского государства. Он руководил осадой крупной византийской крепости Бурса (Пруса) в Вифинии. Армия Османа и Орхана была типична для кочевого народа. Она состояла из одной лишь конницы и не имела пехоты и осадных машин. Битвы не планировались, штурм крепостей был невозможен. Армии Османа и Орхана умели только быстрым наскоком захватить город, если это удавалось сразу. Если это не удавалась сделать, они могли окружить город и осаждать его, не штурмуя. В 1316 году Орхан окружил Бурсу, захватил в плен и обратил в рабство окрестных жителей-христиан и поселил вместо них представителей тюркских племён. Сам город держался десять лет и сдался туркам лишь 16 апреля 1326 года. При этом были достигнуты следующие условия капитуляции:
| 1. Османские войска не будут разрушать город. 2. Те, кто захочет уйти со своим имуществом, покинут город под охраной османских солдат. 3. Орхану будет выплачена сумма 30 000 золотых монет. |

Заняв Бурсу (так турки стали называть Брусу), Орхан сразу перенёс в неё свою столицу. Орхан мечтал сделать её культурным центром мусульманского мира: были выстроены великолепные мечети, открыта исламская академия, в которой учились студенты из Персии и Аравии.
Орхан начал реформировать армию, ранее состоявшую исключительно из нерегулярной кавалерии. В армии был создан пехотный корпус. Существует легенда, что при Орхане юных пленников стали обращать в ислам и воспитывать из них воинов. Однако современные историки считают, что это произошло при сыне Орхана, Мураде. Во владения Орхана (как и при его отце), расположенные в северо-западной Анатолии, продолжали стекаться воины газавата со всех соседних турецких бейликов для сражения с Византией. Армия Орхана состояла из 25 тысяч обученных воинов.

Бейлик Карасы контролировал пролив Дарданеллы

Андроник III, ставший императором в 1328 году, решил облегчить положение осажденной Никеи и заключил союз с бейликом Карасы. Весной он прибыл со своей армией в регион Пелеканона к побережью Дакибизы, где стояли четыре мощные крепости. Оттуда император планировал пересечь залив и пойти на помощь Никее. Орхан успел привести свою армию раньше и занять холмы ещё до того, как прибыл Андроник. Сражение состоялось примерно 1 июня 1329 года у Пелеканона. Орхан выиграл сражение, использовав при этом засаду и привычную для кочевников обманную тактику. Раненный император едва спасся. Это сражение стало поворотным в османско-византийских отношениях. Орхан заключил союз с Айдыноглу Умур-беем. Они встретились в Сарухане в 1330 году и договорились о совместных действиях против Византии. Османы продолжили завоевывать византийские города в Малой Азии. В 1331 году Орхан взял Никею (современный Изник). Завоевание Изника сделало Орхана известным в мусульманском мире. Орхан имел дружественные отношения с Джалаиридским правителем Багдада Хасаном Бузургом. В 1337 году Орхану сдалась после долгой осады Никомедия (современный Измит). Измит стал первой верфью и гаванью зарождавшегося турецкого флота.
В Измите от имени Орхана правил его старший сын Сулейман, а в Бурсу санджак-беем был назначен Мурад I. К 1337 году Византийские источники (Кантакузин, Григора) относят нападение Орхана на Константинополь в то время, когда император был в Адрианополе. В 1345 году Орхан получил доступ к проливу Дарданеллы, без особой борьбы присоединив соседний бейлик Карасы, ослабленный междоусобными войнами.

### Дела в Византии
Период войн между византийцами и османами сменился периодом частичного союза. Орхан согласился вмешаться в гражданскую войну в Византии (1341—1347) на стороне будущего императора Иоанна VI Кантакузина в его борьбе против императора Иоанна V Палеолога, послав за плату шесть тысяч воинов во главе со своим сыном Сулейманом-пашой на Балканы. В залог этого была выдана союза замуж за Орхана дочь Иоанна VI, Феодора. Никифор Григора осуждал Кантакузина за выбор союзника, а сам император в своей хронике приносил извинения за хаос, нанесенный османами во Фракии, и высказывал сожаления о потере его подданными имущества и о порабощении многих византийцев, уведённых против их воли в Анатолию. В 1353 году сын Орхана Сулейман прибыл на Галлипольский полуостров, чтобы вступить во владение крепостью Цимпе, обещанной византийским императором его отцу. Вскоре в результате Фракийского землетрясения обрушились стены соседней крепости Галлиполи, которую Сулейман сразу же занял. Полуостров со временем был заселён османами и стал первой османской территорией в Европе. Таким образом, в период византийской гражданской войны Орхана приобрёл ценные территории и повысил влияние Османского эмирата. Сулейман-паша доставил солдат в Козлудере из порта Кемер и завоевал Болайир с двумя или тремя тысячами человек. Это был переломный момент в завоевании Румелии.

Османские завоевания при Орхане.

6 мая 1352 года Орхан заключил первый генуэзско-османский договор против Византии и тайно от византийцев вёл переговоры о союзе с сербским царём Стефаном Душаном. Стефан надеялся на помощь турок в захвате Константинополя. Этому плану не суждено было состояться, поскольку византийцы перехватили и убили послов Орхана, которые должны были известить Стефана о готовности османского правителя оказать ему поддержку. В то же время Иоанн VI регулярно пользовался помощью османских наёмников в войнах с сербами и болгарами. Потеря Галлиполи стала причиной низложения Иоанна Кантакузина, которого подданные обвинили в продаже Константинополя османам. Однако и император Иоанн V Палеолог, ставший в 1354 году единоличным правителем Византии, был сильно зависим от Орхана и не воспрепятствовал дальнейшему заселению турками Фракии.

### Последние годы
В 1354 году Орхан завоевал Анкару, находившуюся под властью ильханидов. В 1356 году Сулейман опять направился в европейскую часть Дарданелл. Вероятно, конечной целью Сулеймана был Андрианополь. В 1357 младший сын Орхана Халил был захвачен пиратами-христианами в плен в заливе Измит и доставлен в Фокею. Халил Иналджик полагает, что захват Халила на самом деле был для византийцев инструментом принуждения Орхана к миру. Византийским губернатором Фокеи был Лев Калофет. Иоанн Кантакузин, дед Халила, предложил себя в качестве посредника в переговорах со Львом Калофетом, чтобы освободить мальчика. Калофет отказывался сотрудничать до тех пор, пока Император не заплатил ему выкуп в размере 100 000 иперпиров. В 1358 году Орхан лично встречался со Львом и передал ему выкуп за сына. Орхан подписал договор, по которому он прекращал набеги на византийские земли. Он также отказался от поддержки Матфея, мятежного сына Иоанна Кантакузина во Фракии, и в конфликте отца и сына перешёл на сторону императора Иоанна. К моменту заключения договора, по словам Григоры, старший сын Орхана Сулейман был уже мертв.
В 1361 году Орхан взял Дидимотихо, другой важный фракийский город. 1 марта 1362 года Орхан умер, оставив наследникам грозное государство со значительными территориями как в Анатолии, так и в Европе.
Построенные Орханом мечети

## Память
Орхан строил мечети, медресе, хаммамы, ханы (постоялые дворы) и имареты. Например, сохранились мечети Орхана в Бурсе, Адапазары, Кандыре, Гебзе, Коджаэли. Орханом было построено первое османское медресе в 1331 году в Изнике. Всего в период правления Орхана было построено 11 медресе, 8 из которых — членами семьи Орхана. Первая гостиница (Эмир Хан или Бей Хан), в которой было 74 комнаты на двух этажах, была построена в Бурсе Орханом.
Основной заслугой Орхана считается территориальное расширение бейлика. При Орхане были существенно увеличены османские земли в Анатолии и начато завоевание Румелии.
В 1327 году были отчеканены первые серебряные акче. Его управляющие были знакомы с классическим ведением канцелярии. Византийская система пронии (греч. πρόνοια) и позаимствованная у сельджуков система икта при Орхане дали начало системе тимаров (тур. Tımar). (Греческое слово прония и турецкое тимар означают забота, попечение.)
Ибн Баттута писал о нём следующее: «Султан Бурсы — Орхан Бек, сын Османджика. Он — величайший из туркменских королей и богатейший в имуществе, землях и армии и владеет почти сотней крепостей, которые он постоянно посещает для инспекции. Он борется с неверными и осаждает их». Пахимер назвал Орхана самым энергичным из тюркских эмиров, воюющих с Византией.
Орхан считается вторым из трёх основателей Османской империи. При нём небольшое тюркское племя окончательно превратилось в сильное государство с современной армией.
В 2011 году в Бурсе был открыт Университет Орхангази. Город Орхангази, расположенный на берегу озера Изник напротив Никеи, назван в честь Орхана, который основал на этом месте поселения после завоевания Вифинии.
К Орхану восходит понятие тугры правителя. Известно 4 различных подписи Орхана.
| Тугры Орхана |  |  |  |
|              |  |  |  |

## Жёны и дети
- Нилюфер-хатун — согласно легендам — дочь текфура Ярхисара[тур.][44][45], брак с которой был заключён в 1299 году[3][44]. Согласно другой версии, Нилюфер была наложницей-рабыней, а не женой, и вошла в гарем незадолго до рождения сына[46][47]. Ашикпашазаде считал, что сын Нилюфер, Мурад I родился примерно в 1326 году, и поэтому она не могла быть дочерью текфура Ярхисара, похищенной более двадцати пяти лет перед этим[47].
  - Мурад I (29 июня 1326 — 28 июня 1389)[44]
- Аспорча-хатун[44] — гречанка; согласно легендам — дочь византийского императора Андроника III[48][49][50][51] или Андроника II, брак был заключён приблизительно в 1320 году[50]. Согласно другой версии именно Аспорча являлась дочерью текфура Ярхисара, и тогда она стала женой Орхана в 1299 году[46][47].
  - Ибрагим (1310 — казнён в 1360)[44][18]
  - Фатьма-хатун[44][52]
  - Сельчук-хатун[53] — была замужем за Сулейман-беем, сыном правителя Айдына Мехмеда II[44].
- Теодора-хатун — дочь сербского царя Стефана Уроша IV Душана и Елены Болгарской. Брак заключён в 1342 году[44].
- Феодора Кантакузина — дочь византийского императора Иоанна VI Кантакузина и Ирины Асень. Брак заключён в мае 1346 года[44]. Источники не упоминают о христианской процедуре бракосочетания[54].
  - Халиль (1347—казнён в 1360) — с 1359 года был женат на Ирине Палеолог, дочери византийского императора Иоанна V Палеолога и Елены Кантакузины[44].
- Билун-хатун/Беялун-хатун[44]. Так Ибн-Батутта назвал жену Орхана, с которой встретился в Бурсе[4][5]. В. Гордлевский и Ф. Гизе[нем.] полагали, что Беялун - это Нилюфер[55].
- Эфтандисе-хатун[англ.] — фигурирует в дарственной Орхана от 1324 года. Согласно месту среди членов семьи, в котором она упомянута, она была женой. Предположительно, Эфтандисе — дочь Акбашлу Гюндюз Альпа, дяди Орхана[53].
  - Сулейман (1316—1359) — традиционно было принято считать его матерью Нилюфер-хатун[3], эта версия сомнительна. Имел троих сыновей и дочь[44]. Предположительно — сын Эфтендисе-хатун[5][53][18].
- Мелек-хатун — фигурирует в дарственной Орхана от 1324 года[18]. Согласно месту среди членов семьи, в котором она упомянута, она была женой[53].
  - Султан (1324—1347)[44][18], предположительно — сын Мелек-хатун[53].
- От неизвестной матери:
  - Касым (ум. 1347)[44][18]

## Комментарии
1. ↑   В 2016 году он попал в список 15 университетов[41], подлежащих закрытию в связи с обвинением в аффилированности с Фетхуллахам Гюлленом[42].